# Suistamo

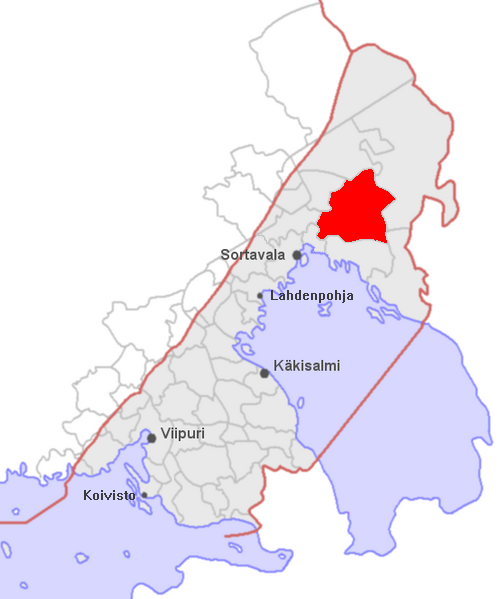
Position de Suistamo.

Suistamo (russe : Суйстамо) est une ancienne municipalité finlandaise de Carélie du Ladoga,.

## Histoire
Cédée à l'URSS en 1944, elle fait maintenant partie du Raïon de Suojärvi de la République de Carélie.

## Géographie
Au 12 mars 1940, la superficie de Suistamo est de 1 623,8 km2 dont 108 km2 d'eau.
À la frontière occidentale de Suistamo se trouvait le Jänisjärvi (fi) qui a été formé par la chute d'une astéroïde. 
Les autres lacs de taille importante sont le Suistamojärvi, le Loimolanjärvi et l'Uuksujärvi. 
La rivière Kollaanjoki qui coule à l'est de Suistamo est devenue célèbre car durant la guerre d'hiver les troupes finlandaises y empêchent, pendant trois mois, les troupes russes d'avancer jusqu’à la fin de la guerre.
Les municipalités voisines étaient Korpiselkä, Suojärvi, Salmi, Impilahti, Harlu, Ruskeala et Soanlahti (fi).

## Démographie
De 1880 à 1940, l'évolution démographique de Suistamo est la suivante:
| Année      | 1880  | 1890  | 1900  | 1910  | 1920  | 1930  | 1940  |
| ---------- | ----- | ----- | ----- | ----- | ----- | ----- | ----- |
| population | 5 185 | 7 371 | 6 435 | 7 528 | 6 735 | 8 435 | 8 264 |